# Talara rugipennis
Talara rugipennis là một loài bướm đêm thuộc phân họ Arctiinae, họ Erebidae.